# Dana Bartůňková
Dana Bartůňková (Praga, 10 settembre 1957) è un'attrice ceca, attiva in campo cinematografico e - soprattutto - televisivo.
Complessivamente, tra cinema e televisione, ha partecipato ad oltre una quarantina di differenti produzioni, a partire dalla fine degli anni settanta.
Tra i suoi ruoli principali, figurano quelli nei film S čerty nejsou žerty (1984), Skleníková Venuša (1985), Kaspar Hauser (1993), ecc.
Dagli anni novanta in poi, si è dedicata principalmente a ruoli televisivi.

## Filmografia parziale

### Cinema
- Časofonia (1977)
- Setkání v červenci (1978)
- Hodina života (1981)
- Zelená vlna (1982)
- Anděl s ďáblem v těle (1983)
- S čerty nejsou žerty, regia di Hynek Bočan (1984)
- Poslední mejdan (1984)
- Skleníková Venuša, regia di Martin Ťapák (1985)
- Kaspar Hauser, regia di Peter Sehr (1993)
- Figurky ze šmantů (1987)
- Tichý společník (1988)

### Televisione
- Zkoušky z dospělosti - serie TV(1979)
- Chvíle pro píseň trubky  - film TV (1979)
- Příliš mladí na lásku - film TV (1980)
- Malý pitaval z velkého města - serie TV (1982)
- Návštěvníci - serie TV (1983)
- Moje srdcová sedma - serie TV (1983)
- Někdo schází u stolu - film TV (1988)
- Co teď a co potom? - serie TV (1991)
- O zvířatech a lidech - serie TV (1994)
- Pojišťovna štěstí - serie TV (2004)
- Černí baroni - serie TV (2004)
- Ordinace v růžové zahradě - serie TV (2005)
- Malé velké gatě - film TV (2006)
- Letiště - film TV (2006)
- Cesty domů - serie TV (2010)
- Ach, ty vraždy! - serie TV (2010)
- Ententýky - serie TV (2012)

## Doppiatrici

### Tedesche
- Karin Anselm in: Die Besucher[6]